# Équipe du Sénégal de football à la Coupe d'Afrique des nations 2002
L’équipe du Sénégal de football participe à la coupe d'Afrique des nations 2002 organisée au Mali du 19 janvier au 10 février 2002. Il s'incline en finale aux tirs au but face au Cameroun.

## Qualifications
Le Sénégal est exempté du premier tour des qualifications. Au deuxième tour, qui se déroule du 3 septembre 2000 au 17 juin 2001, il est placé dans le groupe 5 en compagnie de la Guinée, de l'Ouganda et du Togo. La Guinée est disqualifiée en raison d'ingérences gouvernementales dans sa fédération et ses résultats sont annulés. Le Sénégal obtient sa qualification à l'issue de la cinquième journée et termine finalement à la seconde place du groupe.
| Rang | Équipe  | Pts | J | G | N | P | Bp | Bc | Diff |  | Résultats (▼ dom., ► ext.) |     |     |     |
| ---- | ------- | --- | - | - | - | - | -- | -- | ---- |  | -------------------------- | --- | --- | --- |
| 1    | Togo    | 10  | 4 | 3 | 1 | 0 | 7  | 0  | +7   |  | Togo                       |     | 1-0 | 3-0 |
| 2    | Sénégal | 5   | 4 | 1 | 2 | 1 | 4  | 2  | +2   |  | Sénégal                    | 0-0 |     | 3-0 |
| 3    | Ouganda | 1   | 4 | 0 | 1 | 3 | 1  | 10 | -9   |  | Ouganda                    | 0-3 | 1-1 |     |

| 24 septembre 2000 | Sénégal | 0 - 0 | Togo |                                                               |                                                               |
|                   |         | (0-0) |      | Stade Léopold Sédar Senghor, Dakar Arbitrage : Alex Mana Sule | Stade Léopold Sédar Senghor, Dakar Arbitrage : Alex Mana Sule |

| Résultat annulé | Guinée    | 1 - 0 | Sénégal |                                |                                |
| 8 octobre 2000  | Baldé 58e | (0-0) |         | Stade du 28-Septembre, Conakry | Stade du 28-Septembre, Conakry |

| 13 janvier 2001 | Ouganda     | 1 - 1 | Sénégal  |                                                        |                                                        |
|                 | Kaweesa 69e | (0-1) | 6e Thiaw | Stade Nakivubo, Kampala Arbitrage : Tessema Hailemelak | Stade Nakivubo, Kampala Arbitrage : Tessema Hailemelak |

| 24 mars 2001 | Sénégal                       | 3 - 0 | Ouganda |                                                                  |                                                                  |
|              | Diouf 18e 85e · H. Camara 40e | (2-0) |         | Stade Léopold Sédar Senghor, Dakar Arbitrage : Joseph Wellington | Stade Léopold Sédar Senghor, Dakar Arbitrage : Joseph Wellington |

| 17 juin 2001 | Togo      | 1 - 0 | Sénégal |                                               |                                               |
|              | Kossi 32e | (1-0) |         | Stade de Kégué, Lomé Arbitrage : Alex Quartey | Stade de Kégué, Lomé Arbitrage : Alex Quartey |

## Préparation

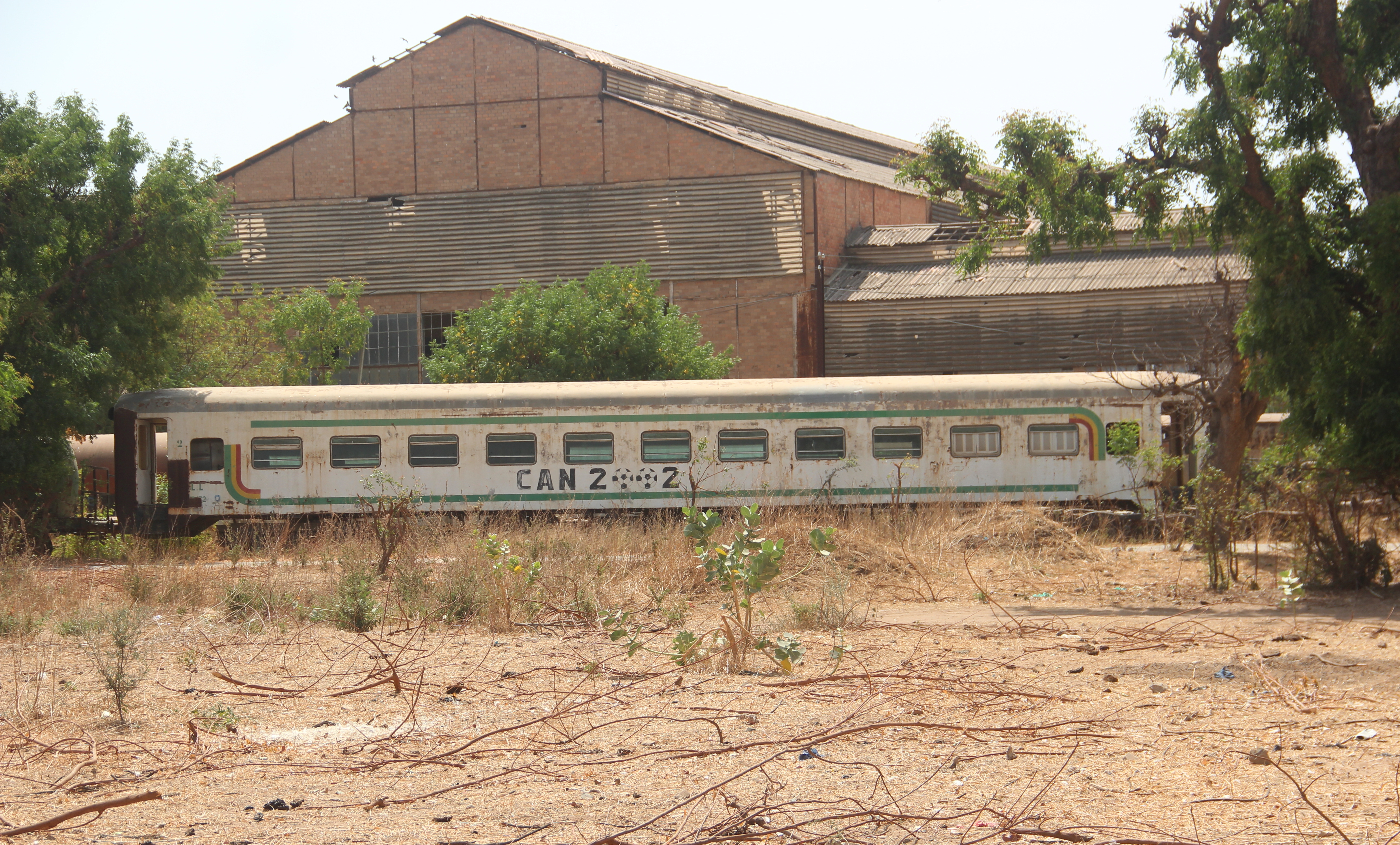
Train aux couleurs de la CAN 2002 à Thiès.

### Statistiques

#### Buteurs
| Buts | Joueurs                  |
| ---- | ------------------------ |
| 2    | Elhadji Diouf            |
| 1    | Henri Camara, Pape Thiaw |

## Compétition

### Tirage au sort
Le tirage au sort de la compétition est effectué le 8 septembre 2002. Il place le Sénégal dans le groupe D, en compagnie de l'Égypte, de la Zambie et de la Tunisie.

### Effectif
22 joueurs sont retenus pour la phase finale de la CAN. Omar Diallo, gardien de l'OCK Khouribga au Maroc, est le seul à jouer dans un championnat africain. Tous les autres joueurs évoluent en France ou en Suisse.
| Numéro / Nom       | Numéro / Nom           | Club               | Date de naissance |                 |                 |                 |                 |                 |
| Gardiens de but    | Gardiens de but        | Gardiens de but    | Gardiens de but   | Gardiens de but | Gardiens de but | Gardiens de but | Gardiens de but | Gardiens de but |
| ------------------ | ---------------------- | ------------------ | ----------------- | --------------- | --------------- | --------------- | --------------- | --------------- |
| 1                  | Tony Sylva             | AS Monaco          | 17.05.1975        |                 |                 |                 |                 |                 |
| 16                 | Omar Diallo            | OCK Khouribga      | 28.09.1972        |                 |                 |                 |                 |                 |
| Défenseurs         |                        |                    |                   |                 |                 |                 |                 |                 |
| 2                  | Omar Daf               | FC Sochaux         | 12.02.1977        |                 |                 |                 |                 |                 |
| 4                  | Pape Malick Diop       | Neuchâtel Xamax    | 29.12.1974        |                 |                 |                 |                 |                 |
| 5                  | Alassane N'Dour        | AS Saint-Étienne   | 12.12.1981        |                 |                 |                 |                 |                 |
| 6                  | Aliou Cissé            | Montpellier HSC    | 24.03.1976        |                 |                 |                 |                 |                 |
| 13                 | Lamine Diatta          | Stade rennais      | 02.07.1975        |                 |                 |                 |                 |                 |
| 17                 | Ferdinand Coly         | RC Lens            | 10.09.1973        |                 |                 |                 |                 |                 |
| 21                 | Habib Beye             | RC Strasbourg      | 19.10.1977        |                 |                 |                 |                 |                 |
| Milieux de terrain |                        |                    |                   |                 |                 |                 |                 |                 |
| 19                 | Papa Bouba Diop        | Grasshopper Zurich | 28.01.1978        |                 |                 |                 |                 |                 |
| 3                  | Pape Sarr              | RC Lens            | 07.12.1977        |                 |                 |                 |                 |                 |
| 10                 | Khalilou Fadiga        | AJ Auxerre         | 30.12.1974        |                 |                 |                 |                 |                 |
| 12                 | Amdy Faye              | AJ Auxerre         | 12.03.1977        |                 |                 |                 |                 |                 |
| 14                 | Moussa N'Diaye         | CS Sedan-Ardennes  | 20.02.1979        |                 |                 |                 |                 |                 |
| 15                 | Salif Diao             | CS Sedan-Ardennes  | 10.02.1977        |                 |                 |                 |                 |                 |
| 20                 | Sylvain N'Diaye        | Lille OSC          | 25.06.1976        |                 |                 |                 |                 |                 |
| 22                 | Amadou Makhtar N'Diaye | Stade rennais      | 31.12.1981        |                 |                 |                 |                 |                 |
| Attaquants         |                        |                    |                   |                 |                 |                 |                 |                 |
| 7                  | Henri Camara           | CS Sedan-Ardennes  | 10.05.1977        |                 |                 |                 |                 |                 |
| 8                  | Amara Traore           | FC Gueugnon        | 25.09.1965        |                 |                 |                 |                 |                 |
| 9                  | Souleymane Camara      | AS Monaco          | 22.12.1982        |                 |                 |                 |                 |                 |
| 11                 | El Hadji Diouf         | RC Lens            | 15.01.1981        |                 |                 |                 |                 |                 |
| 18                 | Pape Thiaw             | FC Lausanne-Sport  | 05.02.1981        |                 |                 |                 |                 |                 |
| Sélectionneur      |                        |                    |                   |                 |                 |                 |                 |                 |
|                    | Bruno Metsu            |                    | 28.01.1954        |                 |                 |                 |                 |                 |

### Premier tour
Le Sénégal se qualifie pour les quarts de finale dès la deuxième journée, avec deux victoires 1-0 face à l'Égypte puis la Zambie. Il assure la première place du groupe avec un match nul (0-0) face à la Tunisie.
| Rang | Équipe  | Pts | J | G | N | P | Bp | Bc | Diff |  | Résultats (▼ dom., ► ext.) |  |     |     |     |
| ---- | ------- | --- | - | - | - | - | -- | -- | ---- |  | -------------------------- |  | --- | --- | --- |
| 1    | Sénégal | 7   | 3 | 2 | 1 | 0 | 2  | 0  | +2   |  | Sénégal                    |  | 1-0 | 0-0 | 1-0 |
| 2    | Égypte  | 6   | 3 | 2 | 0 | 1 | 3  | 2  | +1   |  | Égypte                     |  |     | 1-0 | 2-1 |
| 3    | Tunisie | 2   | 3 | 0 | 2 | 1 | 0  | 1  | -1   |  | Tunisie                    |  |     |     | 0-0 |
| 4    | Zambie  | 1   | 3 | 0 | 1 | 2 | 1  | 3  | -2   |  | Zambie                     |  |     |     |     |

     Équipe qualifiée ou victorieuse; Pts = points; J = joués; G = gagnés; N = nuls; P = perdus; Bp = buts pour; Bc = buts contre; Diff = différence de buts
| 20 janvier 2002 | Égypte | 0 – 1 | Sénégal    |                                                                                        |                                                                                        |
| 15:30           |        |       | 82e Diatta | Stade omnisports Modibo-Keïta, Bamako Spectateurs : 20 000 Arbitrage : Mohamed Guezzaz | Stade omnisports Modibo-Keïta, Bamako Spectateurs : 20 000 Arbitrage : Mohamed Guezzaz |

| 26 janvier 2002 | Sénégal       | 1 – 0 | Zambie |                                                                                             |                                                                                             |
| 19:30           | S. Camara 90e |       |        | Stade omnisports Modibo-Keïta, Bamako Spectateurs : 20 000 Arbitrage : Abdel Hakim Shelmani | Stade omnisports Modibo-Keïta, Bamako Spectateurs : 20 000 Arbitrage : Abdel Hakim Shelmani |

| 31 janvier 2002 | Sénégal | 0 – 0 | Tunisie |                                                                                        |                                                                                        |
| 16:00           |         |       |         | Stade Abdoulaye Makoro Cissoko, Kayes Spectateurs : 8 000 Arbitrage : Domenico Messina | Stade Abdoulaye Makoro Cissoko, Kayes Spectateurs : 8 000 Arbitrage : Domenico Messina |

### Phase à élimination directe

#### Quart de finale
En quart de finale, le Sénégal affronte la RD Congo qui a terminé à la deuxième place du groupe C, derrière le Cameroun. Les Lions s'imposent 2-0 et se qualifient pour les demi-finales de la CAN pour la première fois.
| 4 février 2002 | Sénégal              | 2 – 0 | RD Congo | Stade Modibo Keïta, Bamako                        |                                                   |
| 19:00          | Diao 30e · Diouf 86e |       |          | Spectateurs : 25 000 Arbitrage : Domenico Messina | Spectateurs : 25 000 Arbitrage : Domenico Messina |

#### Demi-finale
En demi-finale, le Sénégal retrouve le Nigeria, finaliste de l'édition précédente. Les lions ouvrent le score par Papa Bouba Diop à la 54e minute mais encaissent un but en fin de match. Ils s'imposent finalement après prolongations grâce à un but de Salif Diao.
| 7 février 2002 | Nigeria      | 1 – 2 a. p. | Sénégal                   | Stade Modibo Keïta, Bamako                    |                                               |
| 16:00          | Aghahowa 88e |             | 54e P. B. Diop · 97e Diao | Spectateurs : 20 000 Arbitrage : Coffi Codjia | Spectateurs : 20 000 Arbitrage : Coffi Codjia |

#### Finale
En finale, le Sénégal affronte le Cameroun, tenant du titre. Il s'incline aux tirs au but (3-2) après un match nul sans but.
| 13 février 2002 | Sénégal                                    | 0 – 0 a. p.       | Cameroun                              | Stade du 26 Mars, Bamako                           |                                                    |
| 15:00           |                                            |                   |                                       | Spectateurs : 50 000 Arbitrage : Gamal Al-Ghandour | Spectateurs : 50 000 Arbitrage : Gamal Al-Ghandour |
| 15:00           | Coly · Fadiga · Faye · Diouf · Aliou Cissé | Tirs au but 2 – 3 | Wome · Suffo · Lauren · Geremi · Song | Spectateurs : 50 000 Arbitrage : Gamal Al-Ghandour | Spectateurs : 50 000 Arbitrage : Gamal Al-Ghandour |

### Statistiques

#### Buteurs
Avec deux buts, Salif Diao est le meilleur buteur sénégalais de la compétition.
| Buts | Joueurs                                                          |
| ---- | ---------------------------------------------------------------- |
| 2    | Salif Diao                                                       |
| 1    | Souleymane Camara, Lamine Diatta, Elhadji Diouf, Papa Bouba Diop |

## Récompenses
Tony Silva est désigné meilleur gardien du tournoi. El Hadji Diouf  l'accompagne dans l'équipe-type.